# Formostenus problematicus
Formostenus problematicus är en stekelart som beskrevs av Jonathan 1980. Formostenus problematicus ingår i släktet Formostenus och familjen brokparasitsteklar. Inga underarter finns listade i Catalogue of Life.